# Eternally
Eternally – trzeci japoński album studyjny południowokoreańskiej grupy Oh My Girl, wydany 8 stycznia 2020 roku przez wytwórnię Ariola Japan.
Ukazał się w trzech edycjach: regularnej (CD) i dwóch limitowanych. Album osiągnął 4 pozycję w rankingu Oricon i pozostał na liście przez 1 tydzień, sprzedał się w nakładzie ponad 21 757 egzemplarzy w Japonii (wg Billboard Japan).

## Lista utworów
Edycja regularna, limitowana A
| CD | CD                       | CD                                     | CD                                                   | CD                       | CD      |
| Nr | Tytuł utworu             | Tekst                                  | Kompozycja                                           | Aranżacja                | Długość |
| -- | ------------------------ | -------------------------------------- | ---------------------------------------------------- | ------------------------ | ------- |
| 1. | „BUNGEE” (Japanese ver.) | Seo Ji-eum, Mimi, Chie Itō (wer. jap.) | Hyuk Shin, Jeong Yoon, Ashley Alisha, JJ Evans, MooF | Jeong Yoon, MooF         | 2:58    |
| 2. | „Eternally”              | Yūichirō Tsuru, Sorato, sorano         | Yūichirō Tsuru, Sorato, sorano                       | Sorato                   | 4:13    |
| 3. | „Precious Moment”        | alura, Sorato, MiRai                   | alura, Sorato, MiRai                                 | Sorato                   | 4:23    |
| 4. | „Fly to the Sky”         | TomoLow, Yui Mugino                    | TomoLow, Yui Mugino                                  | TomoLow, Yui Mugino      | 4:09    |
| 5. | „Polaris”                | Yumi Muroya, Sorato, Mayune            | Yumi Muroya, Sorato, Mayune                          | Sorato                   | 3:43    |
| 6. | „Guerilla”               | Seo Ji-eum, Mimi                       | Steven Lee, Joe Lawrence, Caroline Gustavsson        | Steven Lee, Joe Lawrence | 3:48    |
| 7. | „BUNGEE (Fall in Love)”  | Seo Ji-eum, Mimi                       | Hyuk Shin, Jeong Yoon, Ashley Alisha, JJ Evans, MooF | Jeong Yoon, MooF         | 2:59    |
| 8. | „Love O’clock”           | Seo Ji-eum, Mimi                       | Andreas Öberg, Maria Marcus                          | Maria Marcus             | 3:57    |

Edycja limitowana B
| CD  | CD                       | CD                                     | CD                                                                                             | CD                                     | CD      |
| Nr  | Tytuł utworu             | Tekst                                  | Kompozycja                                                                                     | Aranżacja                              | Długość |
| --- | ------------------------ | -------------------------------------- | ---------------------------------------------------------------------------------------------- | -------------------------------------- | ------- |
| 1.  | „BUNGEE” (Japanese ver.) | Seo Ji-eum, Mimi, Chie Itō (wer. jap.) | Hyuk Shin, Jeong Yoon, Ashley Alisha, JJ Evans, MooF                                           | Jeong Yoon, MooF                       | 2:58    |
| 2.  | „Eternally”              | Yūichirō Tsuru, Sorato, sorano         | Yūichirō Tsuru, Sorato, sorano                                                                 | Sorato                                 | 4:13    |
| 3.  | „Precious Moment”        | alura, Sorato, MiRai                   | alura, Sorato, MiRai                                                                           | Sorato                                 | 4:23    |
| 4.  | „Fly to the Sky”         | TomoLow, Yui Mugino                    | TomoLow, Yui Mugino                                                                            | TomoLow, Yui Mugino                    | 4:09    |
| 5.  | „Polaris”                | Yumi Muroya, Sorato, Mayune            | Yumi Muroya, Sorato, Mayune                                                                    | Sorato                                 | 3:43    |
| 6.  | „Guerilla”               | Seo Ji-eum, Mimi                       | Steven Lee, Joe Lawrence, Caroline Gustavsson                                                  | Steven Lee, Joe Lawrence               | 3:48    |
| 7.  | „BUNGEE (Fall in Love)”  | Seo Ji-eum, Mimi                       | Hyuk Shin, Jeong Yoon, Ashley Alisha, JJ Evans, MooF                                           | Jeong Yoon, MooF                       | 2:59    |
| 8.  | „Love O’clock”           | Seo Ji-eum, Mimi                       | Andreas Öberg, Maria Marcus                                                                    | Maria Marcus                           | 3:57    |
| 9.  | „Shower”                 | Seo Ji-eum                             | Steven Lee, Willie Weeks, Becky Jerams                                                         | Willie Weeks                           | 3:49    |
| 10. | „I FOUND LOVE”           | Seo Ji-eum, Mimi                       | David Anthony, Sophie White, Phoebe Brown                                                      | David Anthony                          | 3:35    |
| 11. | „B612”                   | Seo Ji-eum, Mimi                       | Andreas Öberg, Xin Xin Gao, Darren Smith, Sean Alexander                                       | Andreas Öberg, Darren Smith, Avenue 52 | 4:08    |
| 12. | „Perfect Day”            | Mafly, Keyfly                          | Andreas Oberg, Svante Halldin, Jakob Hazell, Hugo Bjork, Michael Lerios, Demitri Lerios, SYMON | SeventyEight, Hugo Bjork               | 2:58    |

## Notowania
| Lista                            | Pozycja |
| -------------------------------- | ------- |
| Oricon Weekly Album Chart        | 4       |
| Billboard Japan Hot Albums       | 4       |
| Billboard Japan Top Albums Sales | 3       |
| Gaon Weekly Album Chart          | 60      |